# Tulipa neustruevae
Tulipa neustruevae là một loài thực vật có hoa trong họ Liliaceae. Loài này được Pobed. miêu tả khoa học đầu tiên năm 1949.